# Balinka (levý přítok Oslavy)
Balinka (německy Wergbach nebo Wehrbach, počeštěle zastarale Verpach) je malý potok v okrese Brno-venkov, jeden z přítoků Oslavy v Oslavanech, dlouhý 8,4 km. Povodí o ploše 31,7 km² zahrnuje velkou část rosicko-oslavanského uhelného revíru.
Pramení severovýchodně od Ketkovic na katastru Lukovan a teče na jihovýchod zalesněným údolím, kde se do ní vlévá Zakřanský potok. U Padochova Balinka přijímá zleva Neslovický potok a ostře se obrací téměř o 180° na západ. Pokračuje hlubokým údolím podél oslavanských ulic 1. máje, Havířská a Růžová, stáčí se opět k jihovýchodu a ústí zleva do Oslavy v ulici Na Poříčí.